# 袋状巨蟹蛛
袋状巨蟹蛛（学名：Heteropoda marsupia）为巨蟹蛛科巨蟹蛛属的动物。在中国大陆，分布于云南等地。该物种的模式产地在云南永平。